# Emoia ruficauda
Emoia ruficauda este o specie de șopârle din genul Emoia, familia Scincidae, descrisă de Taylor 1915. Conform Catalogue of Life specia Emoia ruficauda nu are subspecii cunoscute.